# Джей Міллер (хокеїст)
Джей Міллер (англ. Jay Miller, нар. 16 липня 1960, Веллслей, Массачусетс) — американський хокеїст, що грав на позиції крайнього нападника.

## Ігрова кар'єра
Професійну хокейну кар'єру розпочав 1982 року.
1980 року був обраний на драфті НХЛ під 66-м загальним номером командою «Квебек Нордікс».
Протягом професійної клубної ігрової кар'єри, що тривала 11 років, захищав кольори команд «Фредеріктон Експрес», «Мохак Воллей Старс», «Толедо Голдіггерс», «Мен Марінерс», «Маскегон Ламберджек», «Монктон Голден Флеймс», «Бостон Брюїнс» (1985–89) та «Лос-Анджелес Кінгс» (1989–92).
Всього провів 446 ігор у НХЛ, включаючи 48 ігор плей-оф Кубка Стенлі.